# Quận Madison, Georgia
Quận Madison là một quận trong tiểu bang Georgia, Hoa Kỳ. Quận lỵ đóng ở thành phố Danielsville.6 Theo điều tra dân số năm 2000 của Cục điều tra dân số Hoa Kỳ, quận có dân số người 25.730 2. Năm 2007, ước tính dân số quận này là người, ước tính năm 2007 là 28.012 người.

## Địa lý
Theo Cục điều tra dân số Hoa Kỳ, quận này có diện tích 740 ki-lô-mét vuông, trong đó có 2 km2 là diện tích đất, km2 là diện tích mặt nước.

### Các xa lộ
- U.S. Highway 29
- State Route 72
- State Route 172
- Georgia State Route 98

### Các quận giáp ranh
- Quận Franklin, Georgia - bắc
- Quận Hart, Georgia – đông bắc
- Quận Elbert, Georgia - đông
- Quận Oglethorpe, Georgia - nam
- Quận Clarke, Georgia – tây nam
- Quận Jackson, Georgia - tây
- Quận Banks, Georgia – tây bắc